# Stara Brezovica
Stara Brezovica (cyr. Стара Брезовица) – wieś w Serbii, w okręgu pczyńskim, w mieście Vranje. W 2011 roku liczyła 57 mieszkańców.